# Tribuno Memmo
Tribuno Memmo, född okänt år, död 991, var en venetiansk doge. Han var regerande doge av Venedig 979–991.